# NS5B

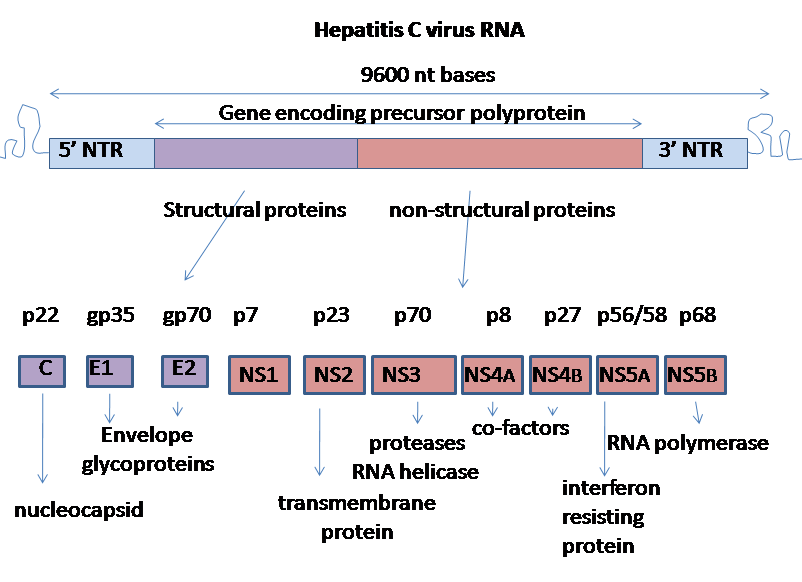
C型肝炎ウイルスのゲノム

非構造タンパク質5B (NS5B) はC型肝炎ウイルス (HCV)の持つウイルス性タンパク質である。HCVのRNA複製において重要な役割を持ち、HCVの+鎖RNAを鋳型にしてリボヌクレオシド三リン酸 (rNTP) の重合反応を触媒する。
ポリメラーゼであるNS5Bの結晶構造は、BK株（HCV-BK、遺伝子型1b）が持つ同一の共通配列に基づいて決定された
。HCVの構造はfingers、palm、thumbのドメインを持つ右手構造で表される。 NS5Bの独特な特徴は周りに囲まれた活性部位がpalmの内部に存在する事である。近年なされた遺伝子型1b、HC-J4株由来NS5Bの構造解析は、ヌクレオチドとの結合を制御し、プライマーを必要としないRNAのde-novo合成を可能にする活性中心の存在を示した。De-novo合成においてはRNA複製の開始に必要なプライマーから合成を行う。現在の研究においてはウイルスRNAの複製を抑える、活性部位に結合してNS5Bの機能性を変化させる物質の探索が行われている。

## NS5Bを標的とする医薬品
- ベクラブビル：非ヌクレオシド/ヌクレオチドアナログ。2016年11月、ダクラタスビル、アスナプレビルとの3剤配合剤ジメンシー(Ximency)として承認。2018年販売中止。
- ダサブビル (Exviera)：非ヌクレオシド/ヌクレオチドアナログ。2014年12月FDA承認。オムビタスビル、パリタプレビル、 リトナビル合剤ヴィキラックス(Viekirax)とのパック製剤Viekira Pakとして販売。
- デレオブビル：開発終了。
- フィリブビル：開発終了。
- ラダルブビル：臨床試験中。
- セトロブビル：開発終了。
- ソホスブビル (ソバルディ(Sovaldi))：ヌクレオチドアナログ。2013年12月FDA承認。